# František Dvorský (advokát)
František Dvorský (22. prosince 1846 Mladá Boleslav – 3. srpna 1911 Praha) byl český právník a advokát, soudní obhájce, rytíř Řádu železné koruny III. třídy. Roku 1904 se stal prvním předsedou Advokátní komory v Království českém, která předcházela Českou advokátní komoru.

## Život

### Mládí
Narodil se jako František Xaver Emanuel Jan Nepomuk Dvorský v Mladé Boleslavi v rodině mlynáře. Vystudoval jičínské gymnázium, kde byl žákem mj. Františka Lepaře. Po absolutoriu vystudoval roku 1869 Právnickou fakultu Karlo-Ferdinandovy univerzity a získal titul JUDr. Poté působil u advokátů Ignáce Wiena, Adolfa Jedličky, Františka Augustina Braunera a Josefa Hlaváče. Roku 1876 pak složil advokátní zkoušku a zřídil si v Praze vlastní advokátskou kancelář.

### Advokátní komory v Království českém
Roku 1879 se stal členem Spolku pražských advokátů. Následně se stal známým a vyhledávaným obhájcem, známým svými rétorickými schopnostmi u soudů. Roku 1904 se stal prvním předsedou (prezidentem) Advokátní komory v Království českém, první české právnické komory.
Působil od roku 1904 také v představenstvu První občanské záložny v Praze, rovněž byl sponzorem Ústřední matice školské. Za jeho celoživotní práci mu byl udělen Řád železné koruny III. třídy.

### Úmrtí
František Dvorský zemřel v Praze 3. srpna 1911 ve věku 64 let. Pohřben byl na Olšanských hřbitovech.

### Rodinný život
Byl ženatý s Antonií, rozenou Šimkovou, která zemřela roku 1882. Podruhé se oženil Annou, rozenou Vorlíčkovou, z Liblice u Českého Brodu. Manželství byla bezdětná.